# 주목속
주목속(Taxus)은 주목과에 속하는 속 중 하나이며, 북반구 온대 지역, 술라웨시섬 지역 등지에 걸쳐 분포하는 10여종의 침엽수 관목 식물의 총칭이다.

## 생태
비교적 느리게 자라며 매우 오래 살고, 높이는 20 미터, 지름은 평균 5 미터에 달한다. 나무껍질은 적갈색이며, 잎은 짙은 녹색이다. 잎의 길이는 10 밀리미터에서 40 밀리미터, 너비는 2 밀리미터에서 3 밀리미터이며, 줄기에 나선형으로 달린다.
수꽃차례는 원 모양으로 길이는 3 밀리미터에서 6 밀리미터이며, 대부분 자웅이체이고 이른 봄에 꽃가루를 퍼뜨린다.
구과는 원 모양으로 길이는 4 밀리미터에서 7 밀리미터이며, 씨는 가종피 속에 붉은색 장과 형태로 성장한다.

## 하위 종
- 서양주목 Taxus baccata
- 미국주목 Taxus brevifolia
- 캐나다주목 Taxus canadensis
- 중국주목 Taxus celebica
- 중국주목 Taxus chinensis
- 주목 Taxus cuspidata
  - 회솔나무 Taxus cuspidata var. latifolia
  - 눈주목 Taxus cuspidata var. nana
- 플로리다주목 Taxus floridana
- 마리주목 Taxus maire
- 메디아주목 Taxus × media
- 멕시코주목 Taxus globosa
- 수마트라주목 Taxus sumatrana
- 히말라야주목 Taxus wallichiana